# Pequizeiro
Pequizeiro là một đô thị thuộc bang Tocantins, Brasil. Đô thị này có diện tích 1209,798 km², dân số năm 2007 là 4799 người, mật độ 3,97 người/km².